# Заглемб'є (хокейний клуб, Сосновець)
«Заглемб'є» (пол. Zagłębie Sosnowiec) — хокейний клуб з м. Сосновець, Польща. Заснований у 1934 році. Виступає у чемпіонаті Польської Екстраліги. Домашні ігри команда проводить у Зимовому стадіоні (4,000). Офіційні кольори клубу червоний, зелений і білий.

## Досягнення
Чемпіон Польщі (1980, 1981, 1982, 1983, 1985), срібний призер (1978, 1979, 1984), бронзовий призер (1988, 1990).

## Відомі гравці
- воротарі: Влодзімеж Ольшевський, Томаш Яворський;
- захисники: Януш Завадський, Кордіан Яйщок, Марек Марціньчак, Анджей Свьонтек, Анджей Новак, Марек Холева;
- нападаники: Веслав Токаж, Лешек Токаж, Станіслав Клоцек, Веслав Йобчик, Генрик Питель, Анджей Забава, Даріуш Платек, Маріо Пузіо, Вальдемар Клісяк.